# Ласхишвили, Георгий Михайлович
Георгий Михайлович Ласхишвили (груз. გიორგი მიხეილის ძე ლასხიშვილი, 25 декабря 1866, Кутаис, Кавказское наместничество — 15 марта 1931, Тифлис) — грузинский политик, министр в правительстве Демократической Республики Грузия (1918—1921).

## Биография
Учился в классической гимназии в Кутаиси. Ещё в гимназии вступил в ряды борцов против царского режима. Выпускал рукописный журнал «Стивар».
В 1884 году поступил на юридический факультет Одесского (Новороссийского) университета. Здесь вместе с Сергеем Месхи он стал активно участвовать в южной группе революционной организации «Молодая народная воля», за что был впервые исключен из университета в 1887 году, арестован 2 февраля 1888 года и провёл шесть месяцев в кутаисской тюрьме. После освобождения некоторое время работал в палате общин, но был вновь арестован летом 1889 года и заключён в тюрьму на пять лет.
В 1894 году вернулся в Грузию с твердой решимостью — использовать все свои знания и энергию для борьбы за свободу и счастье трудящихся, был представлен Илье Чавчавадзе в январе 1895 года. Сотрудничал в редакции «Иверии», где публиковал статьи по общественно-политическим вопросам под псевдонимом Лали, сотрудничал с «Новым обозрением», «Моамбе», «Квали» (рус. «Борозда»).
Этот период в Грузии характеризовался сложными социальными и политическими условиями — демократический лагерь был разделен на две части. Среди тех, кто стремился объединить эти противоборствующие силы, был Ласхишвили. Он сказал: «Сегодня, из-за сложившейся ситуации, мы все едины, едины мысли». Георгий Ласхишвили не только обосновал теоретически, но и намеревался создать объединяющее национальное движение. С этой целью «Иверия» объединила радикальную группу молодых публицистов-интеллектуалов. После закрытия газеты (1896) эта группа была объединена вокруг «листа объявлений», фактическим редактором которого был Ласхишвили. Именно здесь и возникла будущая социал-федералистская партия с её руководством.
Находясь в Париже в 1905 году, он был одним из редакторов газеты «Грузия».
Эта деятельность не осталась незамеченной властями, которые ликвидировали центральный комитет партии федералистов в 1910 году, Ласхишвили был отправлен в тюрьму Метехи на 7 месяцев, а затем ему было запрещено жить на Кавказе в течение 5 лет. Он переехал в Харьков, где прожил три года. Затем некоторое время жил в Баку со своей сестрой; Позже вернулся в Тифлис.
26 мая 1918 года подписал Декларацию независимости Грузии, после обретения независимости Грузии стал министром образования и представителем социал-федералистской партии в кабинете министров.
После советизации Грузии в феврале-марте 1921 года все члены правительства отправились через Батуми в эмиграцию. Но в последний момент Ласхишвили отказался от поездки и остался в Грузии.
Видный общественный деятель в советское время в конце концов отошёл от политики и работал финансовым агентом в Министерстве внешней торговли, являлся членом правления банка. В 1926 году уволился с работы.
В результате усердного труда Георгия Ласхишвили в 1918—1921 годах было создано не одно учебное-воспитательное заведение. Он должен быть отмечен за его активную работу в качестве министра образования Демократической Республики Грузии, прежде всего, в создании Национального университета и Тбилисской консерватории, внедрении преподавания на родном языке в школах и многом другом.
Мемуары Георгия Ласхишвили были опубликованы в 1934 году.
Похоронен в Дидубийском Пантеоне писателей и общественных деятелей.